# 2006年盐津地震
2006年盐津地震是2006年7月22日9时10分21秒发生于中华人民共和国云南省昭通市盐津县和大关县的一场地震，震中位于盐津县豆沙镇境内（北纬27.99度，东经104.21度），震级为面波震级5.1级:412、矩震级4.9级，震源深度约9千米:412，共造成22人死亡，106人受伤。8月25日和29日发生强余震，造成1人死亡，39人受伤。

## 地质背景
盐津地区位于云南省东北部的乌蒙山区，地处云贵高原和四川盆地交界地带。地势起伏大，斜坡遍布:97。岩土体松散破碎，灰岩与砂岩地层易发生崩塌。河流深切，河谷两岸沟谷易发生滑坡灾害，在雨季易形成泥石流:99。震中位于金沙江水系大关河河谷内，为深切峡谷，相对高差达一千余米:415。震区附近发生过1917年大关7级、1974年大关7.1级地震:415。

## 震害情况
共造成22人死亡，其中18人因滚石或崩塌体致死，106人受伤，其中8人重伤。直接经济损失达3亿多元。房屋倒塌1400余间，7000多间房屋严重受损。

### 建筑古迹
全国重点文物保护单位袁滋题记摩崖石刻出现三处裂痕。昭通市市级重点保护文物“僰人悬棺” 东面第一口悬棺向洞外倾斜，镶嵌“马湖府界碑”的墙墙体开裂。川滇五尺道及高桥、石门古道石碣等县级重点保护文物亦受到不同程度的损害:415。

### 交通运输
地震导致了公路沿线山体塌方六千余米，多条国道、县乡公路和乡村公路受到了影响。盐水公路多处受阻，水麻路多辆车被滚石砸损:33，沿关河国道（G040）发生滚石、崩塌和滑坡:415，昆水公路岩石崩塌。
塌方使得内昆铁路铁轨扭曲错开，电气化的成昆铁路因电力中断而不能运行。7月23日凌晨，内昆铁路基本恢复通车。

### 能源通信
地震造成豆沙镇电力通信中断，大关县吉利镇、高桥乡、寿山乡等地电力系统设备受到损坏。豆沙、柿子两乡镇饮水管道受损。震损水库11座、塘坝98个。光缆线受损三千多米，中断通讯线路三万多米。

## 观测研究
地震后昭通市地震局称在当年5月即预测到2006年年底前滇东北永善—大关—彝良一带有可能发生5.0级左右地震，云南省地震局亦于7月初对这一次地震做出了预报，但因无法准确预报具体时间，且为了避免社会恐慌而没有对外传达。
震后云南省地震局在震中豆沙、吉利、柿子、万古四个地区分别架设了临时观测站，测定震源深度在1-10千米范围内，大部分位于3-10千米范围，断层性质为走滑型，断层破裂长度约为9千米，宽度3千米，深度3-10千米:136。截止到7月26日台网撤离，共记录到余震1037次:134。

## 震后响应
云南省地震局专家和云南省地震灾害紧急救援队于当日9时10分一同抵达灾区现场。中国地震局于地震当天成立了灾情调查组。武警消防官兵、解放军指战员等干部帮助搭建帐篷、抗震棚。23日下午，灾民初步得到安置。
盐津、大关两县共收到社会各界捐款两百多万元和一大批救灾物资援助。